# 薬事法管理者
薬事法管理者（やくじほうかんりしゃ）とは、営利企業である薬事法有識者会議株式会社が主催する、薬事法管理者資格認定試験の合格者に与えられる民間資格である。ただしこの資格は国家資格ではないため、仕事に携わるために必須の資格ではない。
かつてこの資格の名称は「薬事法管理者」であったが、2014年に行われた薬事法から薬機法への法改正に伴い「薬機法管理者」に名称変更された。

## 概要
2006年（平成18年）から実施されている。医薬品、医療機器等の品質、有効性及び安全性の確保等に関する法律（薬機法）関連の資格で、健康食品などのヘルスケアに関わる者の知識を測るとしている。

### 薬機法管理者とコスメ薬事法管理者
コスメ薬事法管理者は、薬事法管理者の一部（部分集合）である。コスメ薬事法管理者は、薬事法管理者の該当分野の中で、化粧品に関する薬事法に特化した資格である。

## 認定資格
いずれもウェブサイトにおける60分の資格試験で実施される。
薬事法管理者
健康食品、健康器具に関する法規について
コスメ薬事法管理者
通信販売医薬品、医薬部外品、化粧品、医療機器に関する法規について

### 資格取得の流れ
薬事法管理者および、コスメ薬機法管理者の資格を取得するには、薬事法有識者会議株式会社が主催する講座受講及び資格試験合格が必要となる。
また、薬事法管理者の資格は1年ごとに更新の必要がある。資格更新はオンラインで学習コースを受講しチェックテストに合格することで認定される。

## 検定実施日
毎月3回（6日、16日、26日）、合格発表は翌月15日。